# إبراهيم الصادق
إبراهيم الصادق مؤلف اردني انتقل من تأليف القصص القصيرة إلى السيناريو الدرامي. من الأردن، بلده الأم الذي كان ممنوعاً من دخوله نتيجة مواقفه السياسية.

## مسيرته
انتقل إلى لبنان، حيث حصل على الجنسية اللبنانية. ثم رحل إلى سوريا، فقصد «إذاعة دمشق» عام 1963، ليحتضنه دريد لحام، وغسان جبري، وجميل ولاية، وخلدون المالح، وينصحوه جميعاً بالكتابة للتلفزيون. أما حكايته مع المعتقلات، فطويلة. دخلها أول مرة حين كان في الـ 16 من عمره (1951)، واستمرّ داخل زنزانته الأردنية حتى عام 1957 إلى جانب عدد من الوزراء والنوّاب المعارضين. وحين فتحت في وجهه أبواب الحريّة، أطلق العنان لأفكاره وأدبه، وتواصل معه كامل قسطندي من إذاعة BBC لندن، فبدأت رحلة التعاون بينهما. ثم وصل إلى «تلفزيون لبنان» عام 1968. وقتها كتب ما يتجاوز 300 ساعة تلفزيونيّة، بدايتها كانت مع أنور البابا. إلا أنّ اسمه لم يلمع لمعاناً حقيقيّاً إلا يوم طُلب منه استكمال نص «ابن الحرامي وبنت الشاويش» من بطولة إحسان صادق، وسميرة بارودي، وعبد المجيد مجذوب، بعدما رفض كاتبه أن يكمل العمل. ثم بدأ رحلة مختلفة مع ليلى رستم، أبرزها «محاكمات أدبيّة». وهو أيضاً صاحب نص «شارع الكسليك» الذي تبرّأ منه قبل سنوات من رحيله، بسبب تغيير العنوان الذي حولته إدارة التلفزيون من «قناديل البحر» إلى «شارع الكسليك»، وأجريت تعديلات طاولت أجزاءً من القصّة. وقد تبعت هذا النص مشاريع عدّة منها «أحلام» مع جوليا قصّار، ثم دراسة مشروع «هي وهي».توفي 11 مارس عام 2011.

## أعمال تلفزيونية

### مسلسلات
| الاعمال                  | النوع | السنة |
| ------------------------ | ----- | ----- |
| الفرمان                  | مسلسل |       |
| الفكاهة في التراث العربي | مسلسل |       |
| وشم على جدار الزمن       | مسلسل | 1987  |
| الجوال                   | مسلسل | 1973  |
| محاكمات أدبيه            | مسلسل | 1972  |
| شارع الكسليك             | مسلسل | 1997  |
| القصاص                   | مسلسل | 1996  |
| السيرة العربية           | مسلسل | 1992  |
| هي وهي                   | مسلسل | 2011  |
| صور ضائعة                | مسلسل | 2003  |
| الأخدود                  | مسلسل | 2000  |

## وفاته
توفي المؤلف إبراهيم الصادق يوم 11 مارس 2011